# Loxosceles rufipes
Loxosceles rufipes là một loài nhện trong họ Sicariidae.
Loài này thuộc chi Loxosceles. Loxosceles rufipes được miêu tả năm 1834 bởi Lucas.